# أوبيسفلده-فيفرلينغن
ايبيسفلده وفرلينغن (بالألمانية: Oebisfelde-Weferlingen) هي بلدة ألمانية تقع في ألمانيا في ساكسونيا أنهالت. يقدر عدد سكانها بـ 14,274 نسمة .